# Parviz Nasibov
Parviz Nasibov (født 18. august 1998) er en ukrainsk bryder, der konkurrerer i græsk-romersk stil.
Han repræsenterede Ukraine under sommer-OL 2020 i Tokyo, hvor han tog sølv i 67 kg.
Under Sommer-OL 2024 som blev afholdt i Paris, tog han sølv.